# Катедра за психологију Филозофског факултета Универзитета у Источном Сарајеву
Катедра за психологију на Филозофском факултету Универзитета у Источном Сарајеву основана је 17. априла 2002. године рјешењем Министарства просвјете. Једна је од 18 катедри Филозофског факултета. Постдипломски студиј психологије покренут је 2007. године. Тренутни руководилац Катедре је проф. др Наташа Костић, а секретарске послове обавља Маја Вејин. На Катедри за психологију магистрирало је укупно 33 кандидата. Такође је одбрањено 17 докторских дисертација.

## Историјат
По оснивању, наставни кадар Катедре за психологију чинили су проф. др Ратко Дунђеровић, проф. др Драгољуб Крнета и асистенти Ирена Станић и Наташа Костић. Хонорарно ангажовани наставници и сарадници били су: проф. др Радован Чокорило (2002/2003); др Жарко Савић (од 2002/2003. до 2003/2004); проф. др Митар Новаковић (од 2002/2003. до 2005/2006); проф. др Јасна Бајрактаревић (од 2003/2004. до до 2012/2013); проф. др Урош Младеновић (од 2004/2005. до 2005/2006); проф. др Лепосава Грубић-Нешић (од 2004/2005. до 2005/2006); проф. др Војко Радомировић (од 2005/2006. до 2007/2008); проф. др Никола Грујић (од 2006/2007. до 2007/2008); доц. др Лидија Пехар-Звачко (од 2009/2010. до 2010/2011); проф. др Благоје Нешић (од 2009/2010. до 2010/2011); мр Лепа Бабић (од 2004/2005. до 2005/2006); Марија Сакач (2005/2006); Александра Саламадић (од 2005/2006. до 2009/2010).

## Наставни кадар
На Катедри за психологију запослено је седам наставника и четири сарадника. Редовни професори су Радомир Чолаковић и Горјана Вујовић. У звању ванредног професора запослени су Шуајб Солаковић, Наташа Костић, Снежана Станар, Ирена Станић и Бојана Маринковић. Тренутно Катедра за психологију има четири сарадника, мср Ђорђе Петронић, мср Игор Вујовић, мср Лука Боровић и Маја Вејин.
Руководилац Катедре за психологију је проф. др Наташа Костић. Послове секретара Катедре за психологију обавља Маја Вејин.